# Hôtel Traymore
L’hôtel Traymore est un ancien hôtel situé à Atlantic City, aux États-Unis. Ouvert en 1906, il est détruit en 1972.

## Galerie

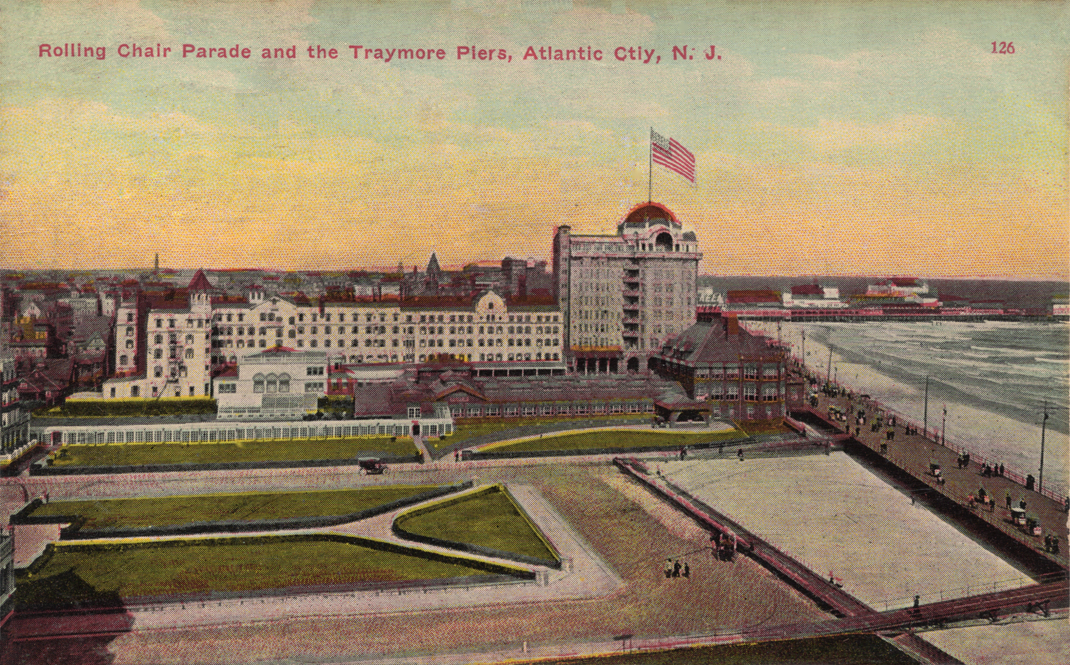
L'hôtel vers 1910.
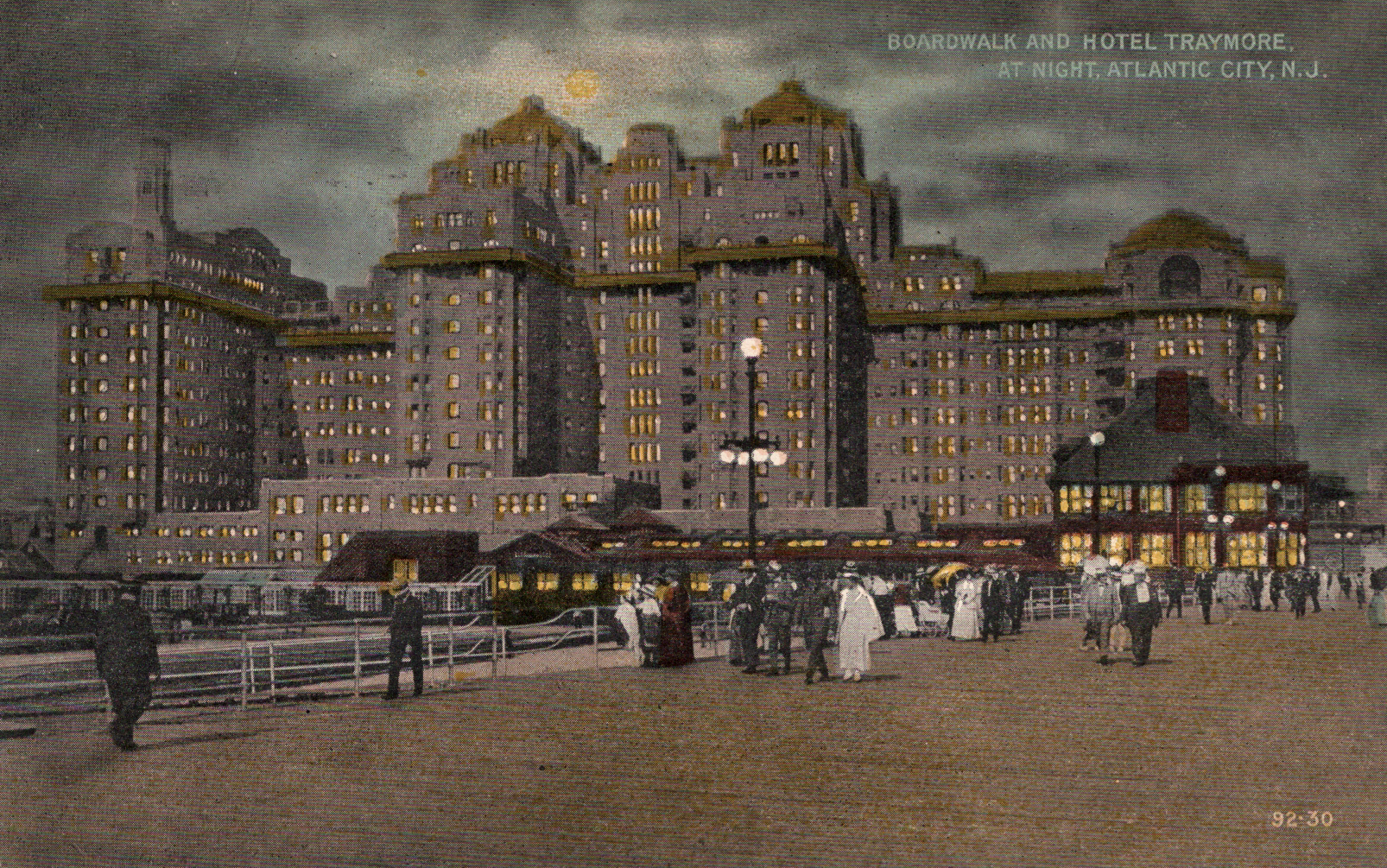
L'hôtel vers 1916.
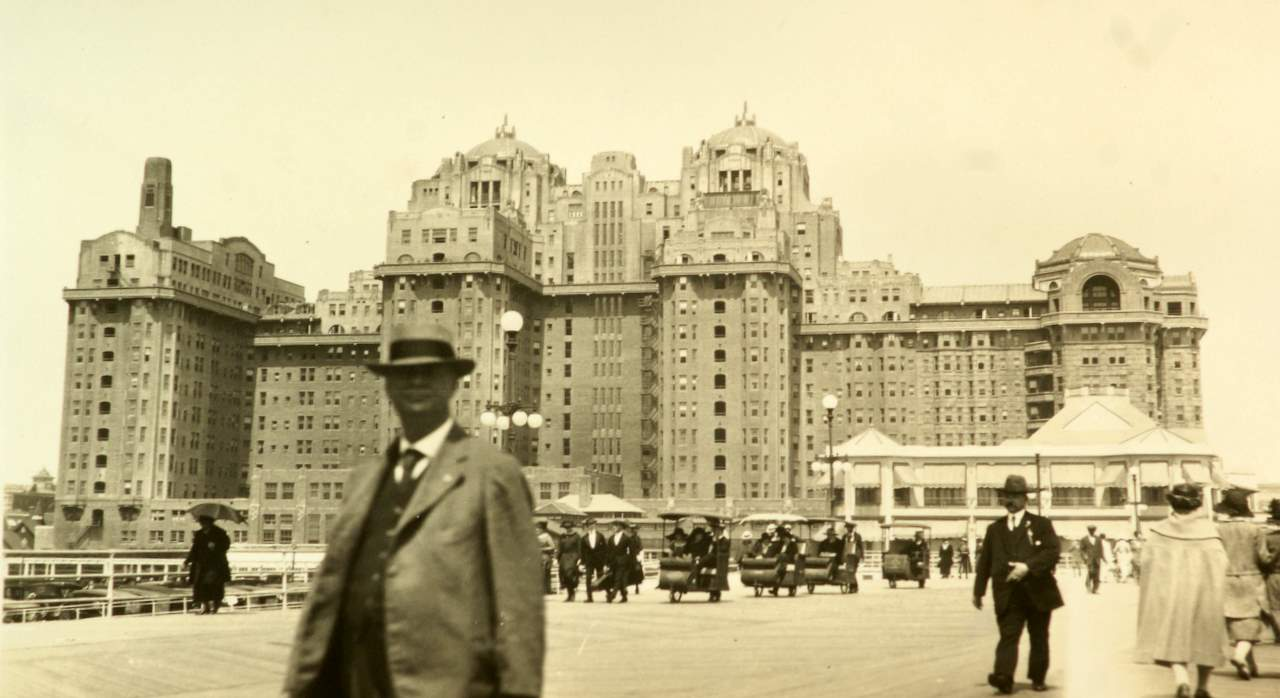
L'hôtel en 1923.

## Sources
- (en) Cet article est partiellement ou en totalité issu de l’article de Wikipédia en anglais intitulé « Traymore Hotel » (voir la liste des auteurs).